# Sotragero
Sotragero ist eine 301 Einwohner (Stand: 2024) zählende Gemeinde der Provinz Burgos in der Autonomen Gemeinschaft Kastilien-León (Castilla y León), Spanien. Sie gehört zur Comarca Alfoz de Burgos.

## Lage
Sotragero liegt etwa sechs Kilometer nördlich vom Stadtzentrum von Burgos. Der Río Ubierna begrenzt die Gemeinde im Südosten. 

## Bevölkerungsentwicklung
| Jahr      | 1970 | 1981 | 1991 | 2001 | 2011 | 2021 |
| Einwohner | 173  | 146  | 122  | 164  | 281  | 289  |

## Sehenswürdigkeiten
- Kirche Mariä Himmelfahrt

## Persönlichkeiten
- Esther San Miguel Busto (* 1975), Judoka